# Bezirk March
Bezirk March är ett av de sex distrikten i kantonen Schwyz i Schweiz.

## Geografi
March ligger i det nordvästra hörnet av kantonen Schwyz. Norr om March återfinns Zürichsjön.

### Indelning
March är indelat i nio kommuner:
- Altendorf
- Galgenen
- Innerthal
- Lachen
- Reichenburg
- Schübelbach
- Tuggen
- Vorderthal
- Wangen

## Politik
I Marchs distriktsråd (Bezirksrat) sitter sju folkvalda. Fördelningen mellan partierna är FDP 2 st, SVP 2 st, SP 1 st och CVP 2 st (2019).